# Pseudotriphyllus lewisianus
Pseudotriphyllus lewisianus är en skalbaggsart som först beskrevs av Thomas Vernon Wollaston 1874.  Pseudotriphyllus lewisianus ingår i släktet Pseudotriphyllus och familjen vedsvampbaggar. Inga underarter finns listade i Catalogue of Life.